# Zumalburu
Zumalburu es un despoblado que actualmente forma parte del concejo de Salvatierra, que está situado en el municipio de Salvatierra, en la provincia de Álava, País Vasco (España).

## Toponimia
A lo largo de los siglos ha sido conocido también con el nombre de Çamalburu.

## Historia
Documentado desde 1257, fue agregada a Salvatierra en 1332 por el rey Alfonso XI. Se desconoce cuándo se despobló, aunque su ermita de Santa María duró hasta 1694.
Actualmente sus tierras son conocidas con el topónimo de Zumalburu.